# Peter Hermann (Fußballspieler)
Franz-Peter Hermann (* 22. März 1952 in Kleinmaischeid) ist ein ehemaliger deutscher Fußballtrainer und -spieler. Er wirkte vor allem beim Bundesligisten Bayer 04 Leverkusen, für den er von 1976 bis 2021 mit Unterbrechungen als Spieler, Interimstrainer der ersten, Cheftrainer der zweiten Mannschaft und Scout arbeitete. In der Hauptsache war er über 21 Jahre als Co-Trainer für die erste Mannschaft tätig.

## Spielerkarriere

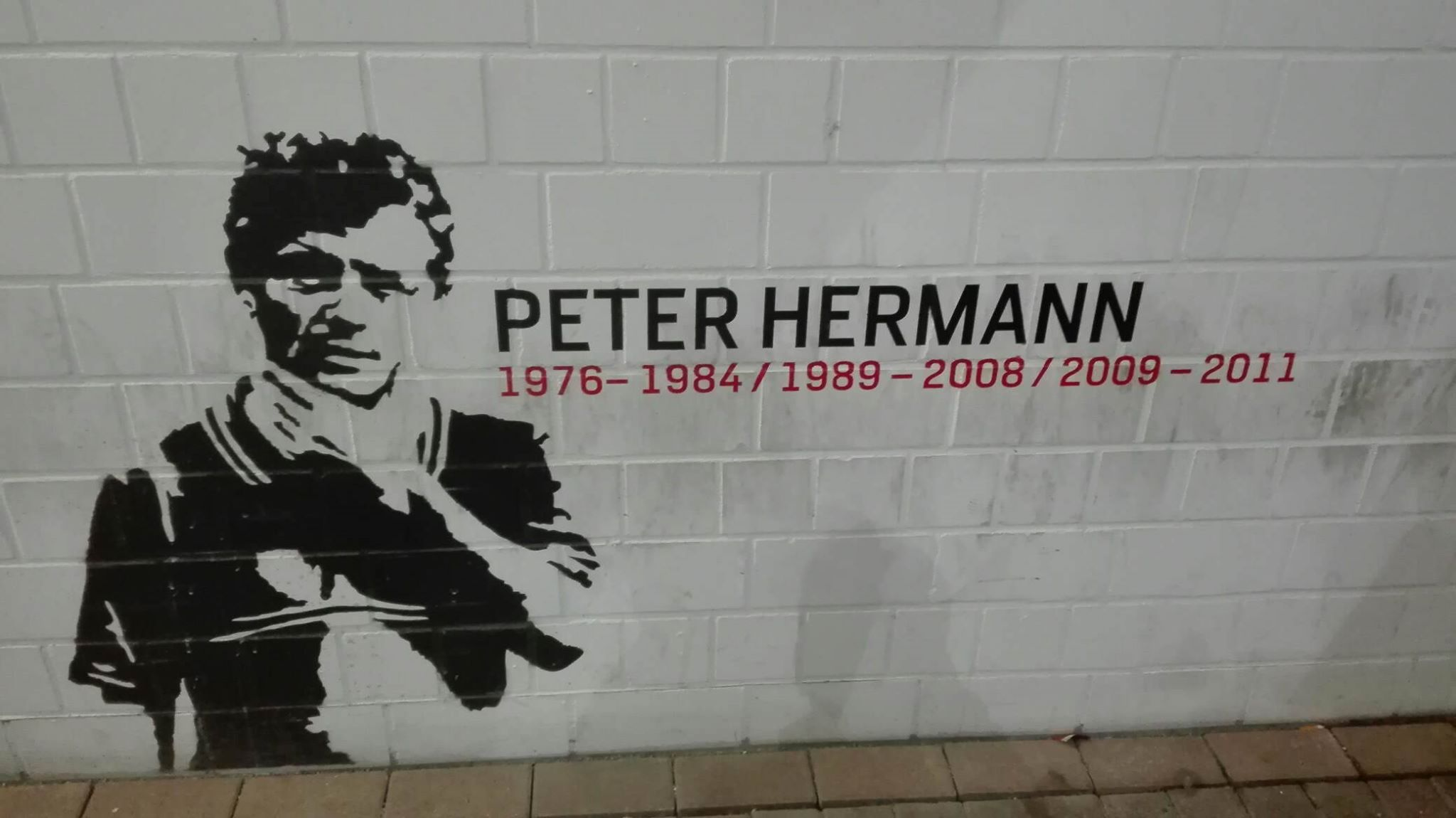
Wandbemalung unterhalb des Heim-Fanblocks in der BayArena (2019)

Peter Hermann bestritt zwischen 1973 und 1984 insgesamt 120 Bundesligaspiele, davon zwei für den Hamburger SV und 118 für Bayer 04 Leverkusen, in denen er zwölf Treffer erzielte. In der Saison 1984/85 ließ er seine aktive Karriere beim rheinländischen Verbandsligisten VfL Hamm/Sieg ausklingen.
Mit 20 Jahren wechselte Hermann zur Saison 1972/73 vom FV Engers aus der Amateurliga Rheinland zu TuS Neuendorf in die damals zweitklassige Fußball-Regionalliga Südwest. Der vorherige Amateurfußballer gehörte mit 29 Einsätzen und vier Toren sofort der Stammelf von Neuendorf an, welche am Rundenende den 11. Rang belegte. Der Hamburger SV verpflichtete den jungen Spieler nach nur einem Jahr Regionalligafußball für die Saison 1973/74 in die Bundesliga. Unter Trainer Kuno Klötzer wurde er im August und September 1973 in zwei Bundesligaspielen gegen den Wuppertaler SV (0:3) und Hannover 96 (1:4) eingewechselt. Bereits am 6. Oktober 1973 stürmte Hermann aber wieder für TuS Neuendorf in der Regionalliga Südwest; beim 2:1-Erfolg gegen Landau stürmte er auf Rechtsaußen. Bis Rundenende kamen weitere 22 Ligaeinsätze (1 Tor) im letzten Jahr der alten zweitklassigen Regionalliga hinzu.
Zum Start der 2. Fußball-Bundesliga war der leichtfüßige und technisch gute Mittelfeldspieler zwei Jahre (1974 bis 1976) bei Alemannia Aachen aktiv. Nach 69 Zweitligaspielen mit sieben Toren unterschrieb er zur Saison 1976/77 bei Bayer 04 Leverkusen einen neuen Vertrag und schloss sich der Werkself unter Trainer Willibert Kremer an. Im dritten Jahr, 1978/79, gewann er mit Leverkusen die Meisterschaft in der 2. Bundesliga Nord und erreichte damit den Bundesligaeinzug. Von 1976 bis 1979 hatte Hermann für Leverkusen 98 Spiele mit 20 Toren in der 2. Bundesliga bestritten. Sein Bundesligadebüt für Leverkusen absolvierte er am fünften Spieltag der Saison 1979/80, den 8. September 1979, bei einer 0:3-Niederlage bei Eintracht Frankfurt, wo er in der 2. Halbzeit für Hans-Jürgen Scheinert eingewechselt wurde. Sein letztes Bundesligaspiel bestritt er unter Trainer Dettmar Cramer in der Saison 1983/84. Hermann bildete dabei mit Ulrich Bittorf, Thomas Hörster und Jürgen Röber bei einer 0:2-Niederlage beim 1. FC Köln das Mittelfeld von Bayer 04 Leverkusen. Ausklingen ließ er seine Spielerkarriere in der Oberliga beim SC Jülich und VfL Hamm/Sieg, wo er zuletzt in der Saison 1988/89 aktiv war.

## Trainerlaufbahn
Schon 1987, während er noch in der Oberliga aktiv war, startete Hermann seine Trainerkarriere in dieser Liga als Cheftrainer des SC Jülich. 1989 wurde er Trainerassistent von Jürgen Gelsdorf bei Bayer 04 Leverkusen. Nach dessen Entlassung am 31. Mai 1991 übernahm Hermann für einen Monat die Position des Cheftrainers. Anschließend assistierte er Dragoslav Stepanović und Erich Ribbeck, ehe er vom 28. April bis 30. Juni 1996 nochmals zum Interimstrainer wurde. Danach rückte er wieder ins zweite Glied und war unter anderem als Assistent von Christoph Daum, Berti Vogts, Klaus Toppmöller, Klaus Augenthaler und Michael Skibbe tätig. Als zur Saison 2008/09 Bruno Labbadia als neuer Cheftrainer verpflichtet wurde, brachte dieser seinen Co-Trainer Eddy Sözer aus Fürth mit, woraufhin Hermann als Talentscout arbeiten sollte.
Aufgrund dessen verließ er Leverkusen nach über 19-jähriger Tätigkeit und ging zum 1. FC Nürnberg, bei dem er Michael Oenning assistierte. Am 6. Juni 2009 gab Bayer 04 Leverkusen bekannt, dass Hermann als Assistent des neuen Cheftrainers Jupp Heynckes zurückkehren solle. Da Hermanns Vertrag in Nürnberg noch bis zum 30. Juni 2010 lief und er eine auf den 31. Mai 2009 datierte Ausstiegsklausel nicht genutzt hatte, wehrte sich der 1. FC Nürnberg zunächst gegen den Wechsel. Nach Verhandlungen zwischen beiden Vereinen kam Hermanns Rückkehr dennoch zustande. Als Heynckes nach zwei Jahren Leverkusen verließ, um zur Saison 2011/12 Cheftrainer beim FC Bayern München zu werden, folgte ihm Hermann als Co-Trainer. Mit diesem wurde er in der Saison 2012/13 Deutscher Meister, Champions-League-Sieger und gewann den DFB-Pokal.
Zur Saison 2013/14 verpflichtete der FC Schalke 04 Hermann als neuen Co-Trainer. Sein Vertrag datierte bis zum Jahr 2015. Nach einem schwachen Start in die Spielzeit 2014/15 wurde er am 7. Oktober 2014 zusammen mit Cheftrainer Jens Keller und Torwarttrainer Holger Gehrke beurlaubt.
Nachdem der Hamburger SV schon in der Winterpause Interesse an einer Verpflichtung Hermanns als Co-Trainer für Josef Zinnbauer gehabt hatte, dieser aber wegen einer Oberschenkelverletzung pausieren musste, übernahm Hermann am 27. März 2015 den Posten des Co-Trainers des kurz zuvor installierten Interimstrainers Peter Knäbel bis zu dessen Ablösung am 15. April durch Bruno Labbadia.

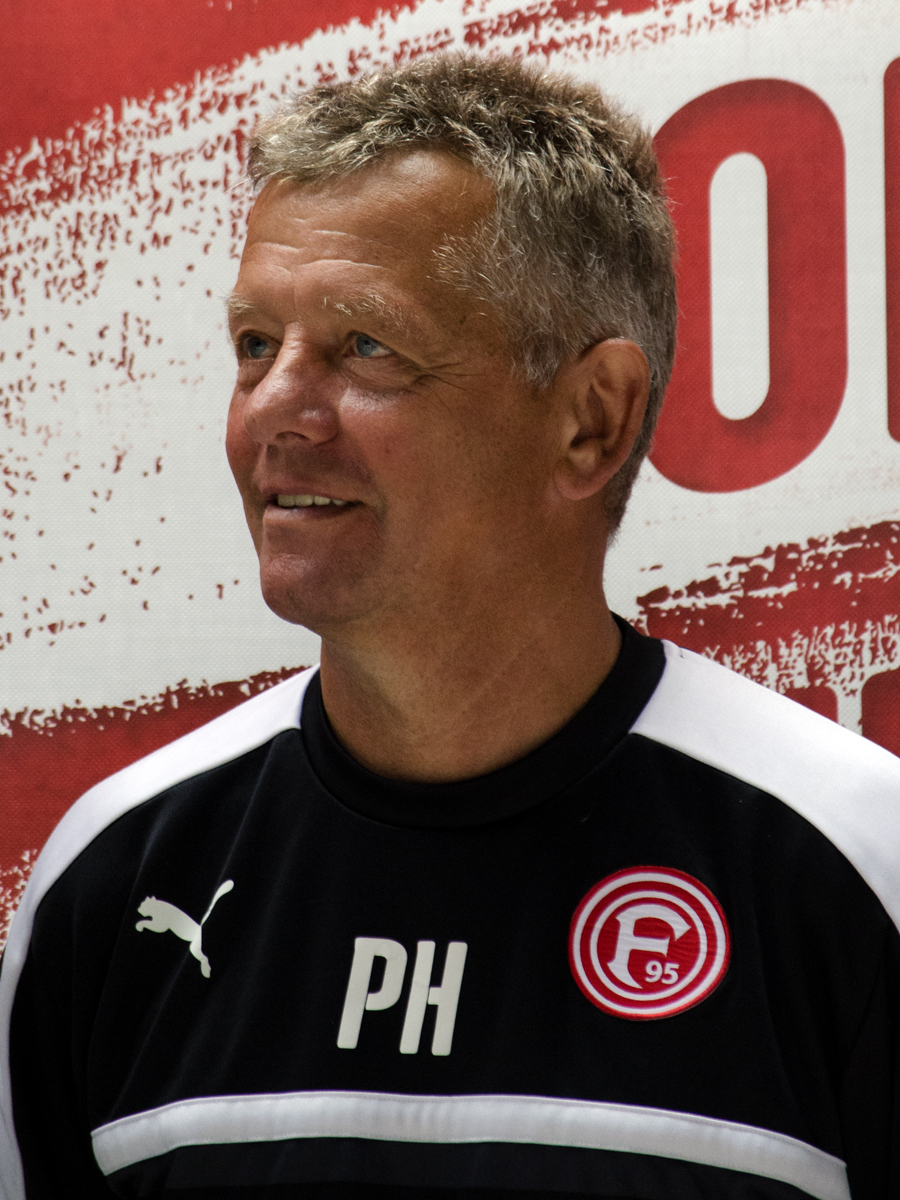
Peter Hermann (2016)

Am 19. Mai 2015 unterschrieb Hermann einen Vertrag als Co-Trainer bei Fortuna Düsseldorf unter Frank Kramer. Nach der Beurlaubung von Kramer am 23. November 2015 übernahm Hermann interimsweise den Trainerposten in Düsseldorf. Bei seinem Debüt als Cheftrainer der Fortuna konnte Hermann einen 2:1-Sieg beim FSV Frankfurt feiern, der erste Auswärtssieg der Düsseldorfer in der Saison. Nach der Verpflichtung von Marco Kurz als Cheftrainer mit Wirkung zum 1. Januar 2016 nahm Hermann wieder seine Aufgaben als Co-Trainer unter diesem wahr. Von März 2016 bis zum 9. Oktober 2017 war er Assistent von Friedhelm Funkel. Sein Vertrag lief ursprünglich bis Juni 2018, wurde aber aufgrund seines Wechsels zurück zum FC Bayern München aufgelöst.
Nachdem der FC Bayern bei der Suche nach einem neuen Trainer Jupp Heynckes aus dem Ruhestand zurückgeholt hatte, wurde Hermann auf Heynckes’ Wunsch aus dem Vertrag mit Fortuna Düsseldorf herausgekauft und war seit dem 9. Oktober 2017 für die Saison 2017/18 wieder Co-Trainer beim FC Bayern München. Fortuna Düsseldorf erhielt dafür knapp 2 Millionen Euro als Ablösesumme, was für den Posten eines Co-Trainers als Weltrekord gilt. Am 27. Mai 2018 gab Hermann bekannt, dass er nach der Saison seine Karriere beendet und in den Ruhestand geht. Zuvor wollte der FC Bayern ihn als Co-Trainer für Niko Kovač halten.
Am 2. Juli 2018 gab Niko Kovač auf einer Pressekonferenz bekannt, dass Peter Hermann ab dem 1. September 2018 sein Trainerteam verstärken werde. Zuvor sollte er jedoch aus privaten Gründen noch eine Pause von zwei Monaten bekommen. Hermann stieg jedoch bereits am 19. Juli wieder in das Training an der Säbener Straße ein, um Kovač während der USA-Reise vom 23. bis zum 30. Juli 2018 in München zu vertreten. In dieser Zeit stiegen u. a. die Nationalspieler nach ihrem WM-Urlaub wieder ins Training ein. Danach setzte Hermann seine Pause bis zum 1. September 2018 weiter fort, ehe er seitdem wieder vollständig am Trainingsalltag teilnahm.
Einen Tag nach dem gewonnenen Finale des DFB-Pokals 2018/19 gab Hermann im Mai 2019 seinen erneuten Abschied aus München bekannt.
Im Anschluss fand Hermann eine Anstellung beim DFB als Assistent von Christian Wörns bei der deutschen U18-Nationalmannschaft. Er betreute diesen Jahrgang auch in den beiden Saisons darauf als Co-Trainer der U19-Nationalmannschaft und der U20-Nationalmannschaft unter Wörns.
Am 23. März 2021 kehrte Hermann ein weiteres Mal als Co-Trainer nach Leverkusen zurück. Dort assistiert er Hannes Wolf, wobei beide diese Aufgabe interimistisch bis zum Saisonende 2020/21 ausführten. Beide kehrten anschließend mit ihren weiterhin gültigen Verträgen zum DFB zurück. Dort wurde er wieder Co-Trainer von Wörns, jedoch nun bei der U20-Nationalmannschaft.
Ende März 2022 übernahm er bis zum Saisonende die Aufgabe des Co-Trainers unter dem Interimstrainer Mike Büskens beim FC Schalke 04. Gemeinsam schafften sie am Ende der Saison 2021/22 den Aufstieg in die Bundesliga.
Zur Saison 2022/23 verließ Hermann den DFB endgültig, wechselte zu Schalkes Erzrivalen Borussia Dortmund und wurde Assistent des neuen Cheftrainers Edin Terzić. Am 7. Dezember 2022 verließ Hermann Borussia Dortmund aus gesundheitlichen Gründen und beendete seine Karriere als Fußballtrainer.

## Tätigkeit als Berater
Seit 20. November 2019 ist Hermann sportlicher Berater beim Regionalligisten Alemannia Aachen, für den er als Spieler in den 1970er Jahren aktiv gewesen war.